# 科隆比耶 (奥恩省)
科隆比耶（法語：Colombiers，法語發音：[kɔlɔ̃bje] ⓘ）是法国奥恩省的一个市镇，属于阿朗松区。

## 地理
科隆比耶（48°28'10"N, 0°3'16"E）面积12.34 平方千米，位于法国诺曼底大区奧恩省，该省份为法国西北部内陆省份，北起顺时针与卡爾瓦多斯省、厄尔省、厄尔-卢瓦省、萨尔特省、马耶讷省和芒什省接壤。
与科隆比耶接壤的市镇（或旧市镇、城区）包括：隆赖、屈赛、达米尼、埃库沃、圣尼古拉德布瓦、瓦尔弗朗贝尔。

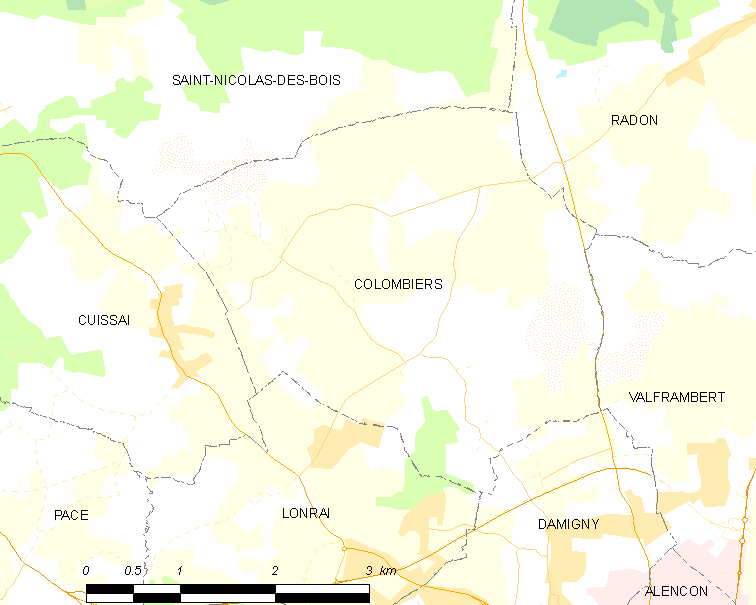
的OSM定位图

科隆比耶的时区为UTC+01:00、UTC+02:00（夏令时）。

## 行政
科隆比耶的邮政编码为61250，INSEE市镇编码为61111。

## 政治
科隆比耶所属的省级选区为达米尼县。

## 人口

1962-2008年间人口变化图示

科隆比耶于2022年1月1日时的人口数量为334人。